# Vùng du lịch Núi Kim Cương
Vùng du lịch Kŭmgangsan (Kim Cương sơn Quan quang địa khu) là một đặc khu của Cộng hòa Dân chủ Nhân dân Triều Tiên. Nó cùng cấp với các thành phố trực thuộc trung ương và các tỉnh ở nước này. Năm 2002, Cộng hòa Dân chủ Nhân dân Triều Tiên tách một phần tỉnh Kangwŏn-do để thành lập vùng du lịch này nhằm mục đích tạo thuận tiện cho giám sát khách du lịch Hàn Quốc tới thăm thắng cảnh Kim Cương Sơn.